# الشعليل

تعديل مصدري - تعديل

الشعليل هي إحدى قرى عزلة أحور بمديرية أحور التابعة لمحافظة أبين، بلغ تعداد سكانها 128 نسمة حسب تعداد اليمن لعام 2004.